# Avenue de Lasbordes
Pour les articles homonymes, voir Lasbordes.
L'avenue de Lasbordes (en occitan : avenguda de Las Bòrdas) est une voie de Toulouse, chef-lieu de la région Occitanie, dans le Midi de la France.

## Situation et accès

### Description
L'avenue de Lasbordes est une voie publique. Elle se trouve dans le quartier du Château-de-l'Hers, dans le secteur 4 - Est.
Longue de 421 mètres, elle naît perpendiculairement à l'avenue de Castres. La première partie de l'avenue, longue de seulement 42 mètres, est orientée au sud-ouest. Elle reçoit à droite l'avenue Raymond-Naves. La deuxième partie de l'avenue,  longue de 379 mètres, est d'abord orientée au sud, puis au sud-est. Après avoir longé les bâtiments du collège Jean-Pierre-Vernant, à droite, puis les terrains du gymnase du Château-de-l'Hers, à gauche, elle aboutit au chemin de Limayrac, presque au carrefour de l'avenue Jean-Gonord.
La chaussée compte, entre l'avenue de Castres et le parking du collège Jean-Pierre-Vernant, une voie de circulation automobile dans chaque sens, sans aménagement cyclable. Entre ce même parking et le chemin de Limayrac, elle est définie comme une chaussée à voie centrale banalisée et ne compte qu'une seule voie de circulation automobile à double-sens, bordée par une bande cyclable dans chaque sens. De plus, sur toute la longueur de l'avenue de Lasbordes, la vitesse est limitée à 30 km/h.

### Voies rencontrées
L'avenue de Lasbordes rencontre les voies suivantes, dans l'ordre des numéros croissants (« g » indique que la rue se situe à gauche, « d » à droite) :
1. Avenue de Castres
2. Avenue Raymond-Naves (d)
3. Chemin de Limayrac

### Transports
L'avenue de Lasbordes est parcourue et desservie par la ligne de Linéo L1 : en soirée, le terminus de la ligne se trouve au carrefour du chemin de Limayrac. Au nord, l'avenue de Castres est desservie par la même ligne de Linéo, ainsi que par la ligne de bus 19, dont le terminus se trouve également à proximité, près de la place de l'Indépendance.
La station de vélos en libre-service VélôToulouse la plus proche est la station no 256 (face 176 avenue de Castres).

## Odonymie
L'avenue de Lasbordes semble avoir toujours porté ce nom : elle est déjà connue, au XVIIe siècle, comme le chemin de Lasbordes. Elle le doit au hameau de Lasbordes qui s'était constitué au sud de Balma, au-delà de l'Hers, autour de l'église Saint-Martin de Boville. Mais c'était aussi le nom de l'actuelle avenue Raymond-Naves, également désignée au XVIIe siècle comme le chemin de Lasbordes, puis à partir de 1825 comme le vieux-chemin de Lasbordes, puis d'avenue de Lasbordes. En 1945, le choix d'honorer le Résistant Raymond Naves permit d'attribuer le nom d'avenue à la voie actuelle.

## Patrimoine et lieux d'intérêt

### Établissements publics
- no 4 : collège Jean-Pierre-Vernant. 
Le collège du Château-de-l'Hers est construit et inauguré en 1964. Les bâtiments sont de simples bâtiments en préfabriqué. Entre 2006 et 2008, le collège est entièrement démoli et reconstruit progressivement, afin d'accueillir environ 800 élèves. Les travaux sont dirigés par l'agence d'architecture Filiatre Mansour. Lors de l'inauguration, il est rebaptisé du nom de l'historien et anthropologue Jean-Pierre Vernant[2].
- no 19 : gymnase du Château-de-l'Hers[3].

### Œuvre publique

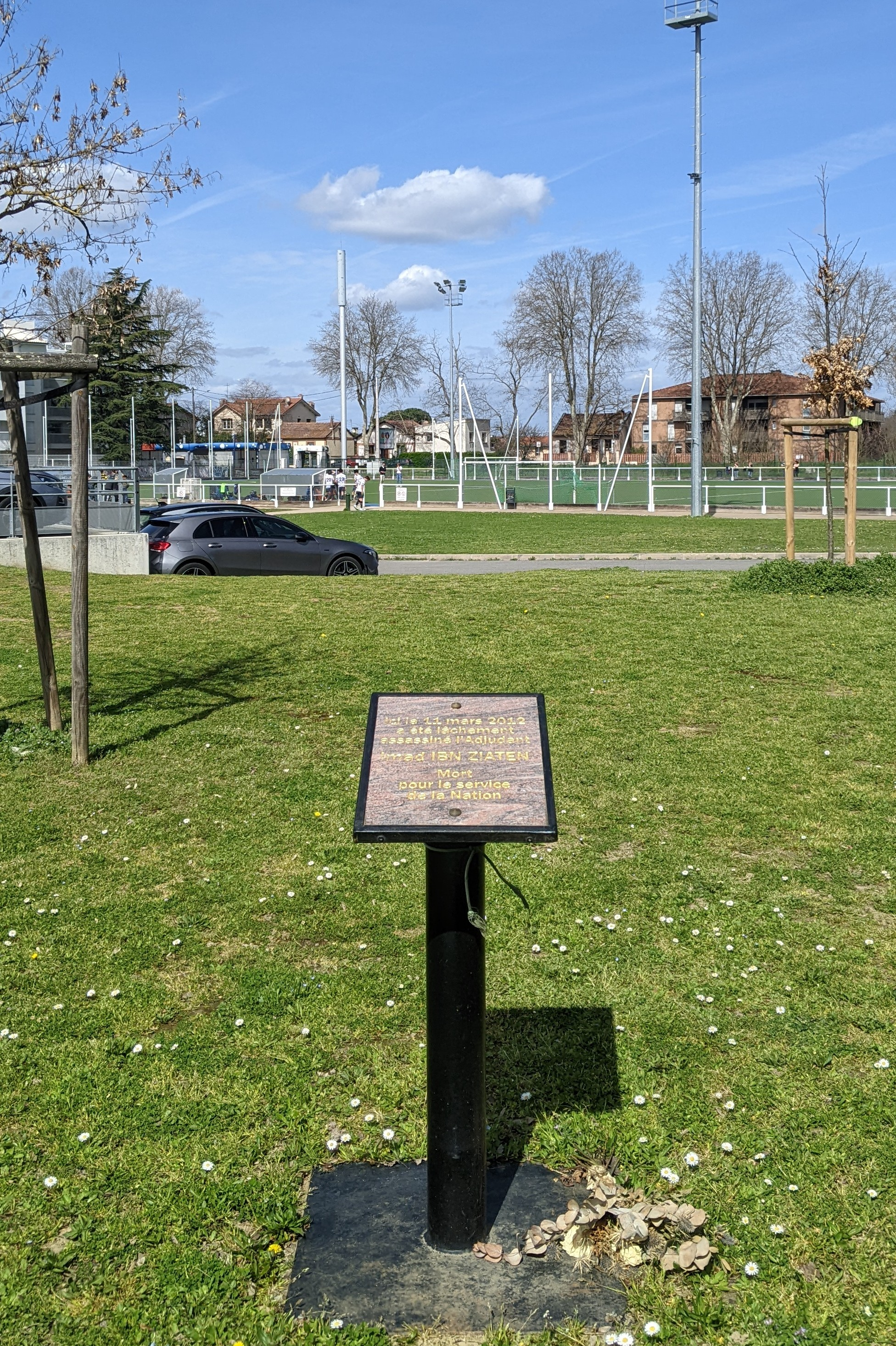
Plaque commémorative d'Imad Ibn Ziaten.

- plaque commémorative d'Imad Ibn Ziaten.
Une plaque commémorative est inaugurée le 11 mars 2013 en mémoire d'Imad Ibn Ziaten, « mort pour le service de la Nation », sous-officier au 1er régiment du train parachutiste basé à Francazal. La cérémonie se déroule en présence de sa mère, Latifa Ibn Ziaten, de diverses personnalités politiques, dont le maire, Pierre Cohen, et le président du conseil général, Pierre Izard, et religieuses, dont Hassen Chalghoumi, imam de la mosquée de Drancy, et Robert Le Gall, archevêque de Toulouse. La plaque est placée sous les pins de l'avenue Jean-Gonord, à proximité du parking du gymnase du Château-de-l'Hers, où il a été assassiné un an plus tôt, le 11 mars 2012, par le terroriste Mohammed Merah[4]. En 2015, elle est déplacée dans l'enceinte du parc qui entoure le gymnase[5].